# Алтунин, Евгений Никифорович
Евгений Никифорович Алтунин — советский хозяйственный и политический деятель.

## Биография
Родился в 1930 году в селе Вознесенка. Член КПСС.
Окончил Грозненский нефтяной институт.
В 1953—1966 гг. — помощник мастера, мастер Елшанского нефтепромысла, заведующий Песчано-Уметским нефтепромыслом, заведующий Степновским газонефтепромыслом треста «Саратовнефтедобыча», заместитель начальника, начальник Заволжского нефтепромыслового управления объединения Саратовского совнархоза.
В 1966—1974 гг. — начальник Главного Тюменского производственного управления по добыче газа в Западной Сибири.
В 1974—1978 гг. — начальник Всесоюзного промышленного объединения по добыче газа в Тюменской области.
В 1978—1985 гг. — секретарь Тюменского обкома КПСС.
В 1985—1991 гг. — председатель Междуведомственной территориальной комиссии по вопросам развития Западно-Сибирского нефтегазового комплекса при Госплане СССР.
За комплекс научно-технических решений по ускоренному вводу в разработку Медвежьего газового месторождения в условиях Крайнего Севера был в составе коллектива удостоен Государственной премии СССР в области науки и техники 1978 года.
Умер в 2013 году в Тюмени.

## Награды
- Орден Октябрьской Революции
- Орден Трудового Красного Знамени